# 西蒙·伯明翰

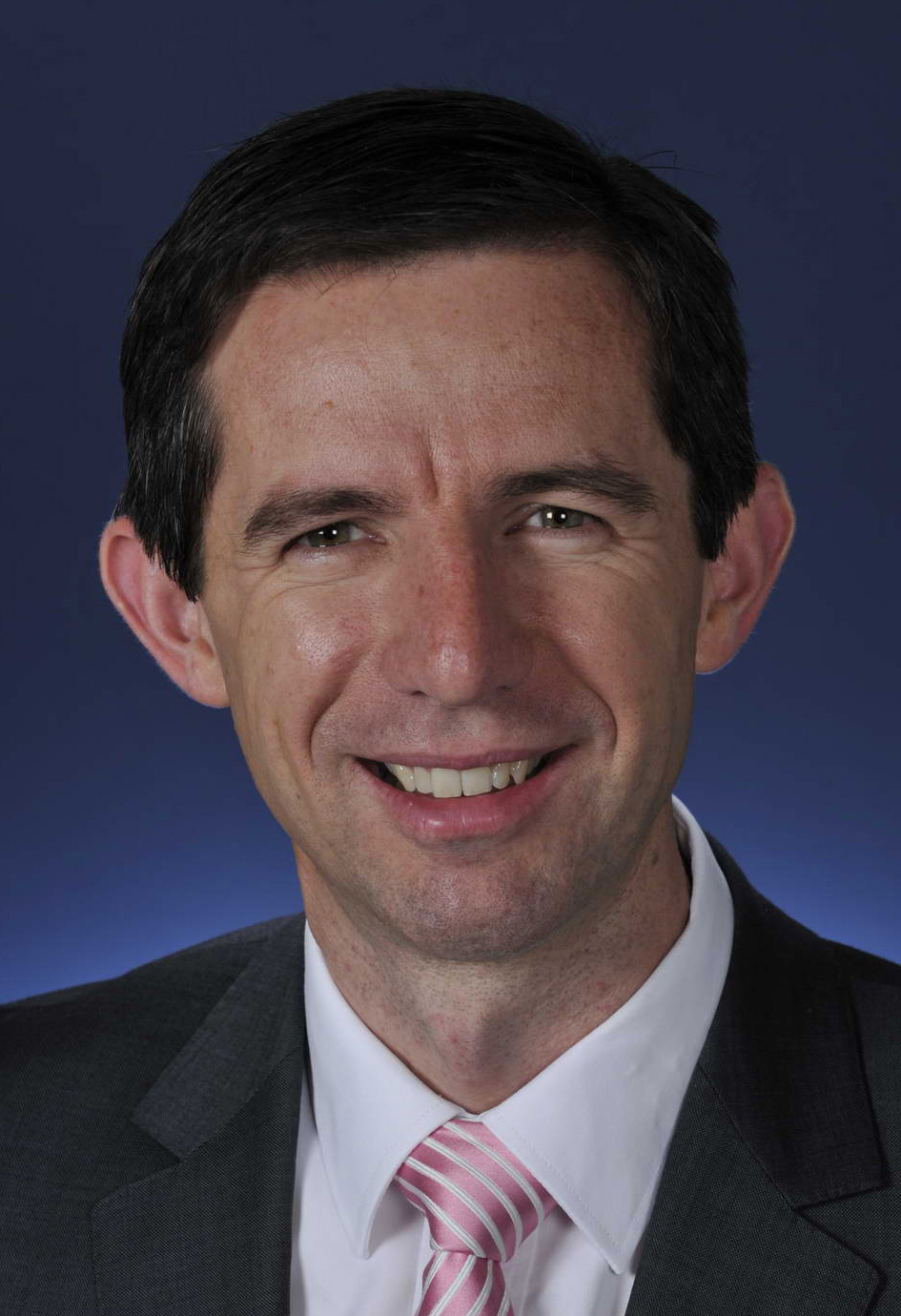

西蒙·伯明翰（英語：Simon Birmingham；1974年6月14日—）是澳洲的一位政治家，屬於澳洲自由黨。自2015年9月開始，伯明翰在滕博爾內閣擔任教育及培訓部長職務。伯明翰在2007年當選國會議員，當時他是澳洲最年輕的議員。
2020年10月30日，伯明翰宣誓就任财政部长，并在马赛厄斯·科尔曼辞职后成为参议院政府领袖。
2022年5月21日选举后，伯明翰的参议院职位变为参议院反对党领袖，同时在彼得·达顿的影子内阁中担任影子外交部长。